# Nanterre
Nanterre (pronunciación en francés: /nɑ̃tɛʁ/) es un municipio o comuna francesa, capital del homónimo distrito de Nanterre, situado en el departamento de Altos del Sena, en la región de Isla de Francia. 
Con una población de 93 500 habitantes, Nanterre es parte del conocido como «cinturón rojo» parisino y está gobernada desde 1945 por los comunistas del PCF. Es un importante centro financiero, al albergar parte del barrio de La Défense, ubicado en la prolongación noroeste de los Campos Elíseos, arteria principal de la capital parisina. A su vez destaca por la Universidad de París X Nanterre, que durante las revueltas estudiantiles de Mayo del 68, fue uno de los focos de mayor protagonismo.

## Historia

### Prehistoria e Historia Antigua
Tras realizar diversas excavaciones arqueológicas en su término y localizar diversos yacimientos arqueológicos, está atestiguada la ocupación del territorio de Nanterre ya al menos durante el Neolítico, período al que corresponde el hallazgo de diversos útiles e instrumentos elaborados en piedra.
Aunque el nombre de Nanterre no hizo su aparición en los textos históricos hasta el siglo VI, el origen celta de su nombre, Nemeto-Dor, atestigua un origen más antiguo, revelando la existencia de un lugar de cierta importancia militar o cultural. El nombre, latinizado como Nemetodurum y luego como Nemptodoro, fue sometido a proceso de afrancesamiento, para pasar a ser Nantuerre y Nanturra, de donde finalmente se llegó al actual Nanterre.
El hallazgo de una tumba de carro, específica de los pueblos celtas y que se vincula a un jefe militar o persona de prestigio marca la importancia del antiguo castrum de Nanterre, situado a pie de la antigua ruta que comunicaba París con Normandía, para atravesar el canal de la Mancha y llegar a la isla de Gran Bretaña, en la que se hallaba el centro religioso de los pueblos celtas.
Tras la victoria de Julio César en la guerra de las Galias, que permitió la anexión de la Galia a la República romana, Nanterre se convirtió en un centro religioso del pueblo de los parisios, que han dado nombre a París. El poblado de Nanterre fue descubierto a raíz de unas excavaciones en 1993 y, en 2003, se descubrió una importante necrópolis gala de entre el siglo VI a. C. y el siglo III a. C. De hecho, ante la importancia de los restos localizados, hay algunos historiadores que han empezado a defender que Nanterre es la antigua Lutecia que menciona César en De Bello Gallico, en lugar de París como se ha considerado tradicionalmente.

### Edad Media
La Vida de Santa Genoveva, un documento escrito en el siglo VI, menciona el nacimiento de Genoveva en Nanterre hacia el año 426, atribuyéndole la curación milagrosa de la ceguera de su madre con el agua de un pozo existente en su casa. Tras la muerte de Genoveva, Clodoveo I y su esposa Santa Clotilde fundaron la abadía de Sainte-Geneviève de París, a la que dotaron con extensas propiedades. Numerosos sarcófagos merovingios, descubiertos bajo la catedral en excavaciones efectuadas en 1973, atestiguan la importancia de Nanterre durante este período.
En 1247, Luis IX de Francia confirmó la concesión de libertad para los siervos de Nanterre, de acuerdo con Thibaut, abad de Sainte-Geneviève. A cambio, los siervos seguían vinculados a la abadía, a la que debían efectuar las prestaciones feudales habituales.
Durante la guerra de los Cien Años, según mencionan diversas crónicas, la iglesia de Nanterre fue saqueada e incendiada en varias ocasiones.

### Centro de peregrinación religioso
A partir del siglo XV se tiene constancia de peregrinaciones efectuadas a Nanterre, en concreto al pozo milagroso de Santa Genoveva.
En 1634 se encargó por parte de la abadía al sacerdote Paul Berrier la apertura de un seminario, así como la recuperación de la situación de dominio temporal y espiritual de la abadía sobre el lugar. Combatió al Protestantismo, para lo que obtuvo el apoyo de Ana de Habsburgo, la esposa de Luis XIII de Francia, quien peregrinó en varias ocasiones al pozo de Santa Genoveva. Paul Berrier hizo edificar un colegio, cuya primera piedra fue colocada por la reina en 1642.
Durante este período se instaló en Nanterre una comunidad de monjes del Calvario.
Por lo demás, Nanterre, aunque poseedor de amplias zonas de cultivos agrícolas, se convirtió en lugar favorito de los reyes para la práctica de la caza. Además de los cultivos, se explotaban las canteras subterráneas para la extracción de piedras para los edificios de París, y Nanterre era el principal proveedor de productos de charcutería para la gran ciudad.

### La Revolución francesa
Mientras que el antiguo colegio se convertía en un establecimiento destinado a la educación militar, en los prelogómenos de la Revolución francesa las quejas presentadas por los ciudadanos de Nanterre solicitaban la cancelación de las prestaciones debidas a la abadía, así como la carga de mantener las reservas de caza reales.
El 4 de agosto de 1789, la abolición de los privilegios decretada por la Asamblea Nacional francesa devolvió a los nanterreses los derechos señoriales de la abadía, a la vez que el templo quedaba consagrado como Templo a la Razón. Se eligió al primer Ayuntamiento, mediante sufragio censitario, el 7 de febrero de 1790 y se procedió a la venta de los bienes monásticos en tanto que bienes nacionales.
Sin embargo, los habitantes de Nanterre no demostraron ser poseedores de un gran celo revolucionario. Así, tras la batalla de Valmy y la batalla de Jemappes, se amotinaron para regresar a sus casas, después de que sus mandos les hubiesen denegado la autorización de pasar el invierno con sus familias.
Por otra parte, la Revolución interrumpió el flujo normal de intercambios comerciales con París, privando así a los nanterreses de sus principales medios de vida. Además, las levas de hombres con destino al Ejército francés suponían una gran carga para la vida cotidiana.
Por todo ello, cuando el 27 de julio de 1794 se procedió al arresto de Maximilien de Robespierre, a pesar del intento vano de sublevar a los habitantes de París efectuado por François Hanriot, dicha iniciativa fue acogida con muestras de alborozo en Nanterre. François Hanriot, que había nacido en Nanterre, fue guillotinado al día siguiente, el 28 de julio.

### El ferrocarril
Un suceso importante fue la inauguración del primer ferrocarril de Francia, la línea París-Saint-Germain-en-Laye, inaugurada el 28 de agosto de 1837, que discurría por Nanterre, y que obligó a partir la localidad en dos, requiriendo la excavación de una trinchera para su recorrido, la construcción de taludes y la edificación de puentes. Los efectos fueron amplificados por una nueva línea París-Ruan en 1841.
Sin embargo, el ferrocarril supuso otros cambios para Nanterre, que se convirtió por la facilidad de las comunicaciones en lugar de destino de muchos viajes desde la ciudad, ávida de campo o de visitar las numerosas guinguettes (puestos rurales que servían a la vez como bares, restaurantes y salones de baile). Además, Nanterre se convirtió en un lugar capaz de atraer a nuevos habitantes, dando así inicio a un fuerte crecimiento demográfico.

### La Guerra franco-prusiana
Durante la Guerra franco-prusiana, en 1870, cuando París se vio sometida al asedio de las tropas prusianas, Nanterre se convirtió en el refugio de buena parte de la población civil de la capital. Sin embargo, Nanterre se vio muy afectado por los intercambios de disparos de artillería.

### La industrialización
Con la Revolución industrial, a finales del siglo XIX, se produce el gran salto de Nanterre, puesto que en la ciudad los industriales encuentran espacio disponible a precios asequibles, mano de obra y proximidad a las grandes redes de comunicación. De este modo se esteblecen en la ciudad todo tipo de industrias.

### ElsigloXX
Los registros sociológicos de la ciudad se ven fuertemente afectados por el aluvión de mano de obra aportado por la industrialización, y en el período de entreguerras, la Depresión de 1929 tuvo fuerte incidencia en la ciudad, considerada un bastión de la izquierda política.
Así, en 1935 la lista Unité d’action anti-fasciste (Unidad de Acción Antifascista) logró hacerse con la Alcaldía, a la que llegó Raymond Barbet, un joven ferroviario del Partido Comunista Francés. En las elecciones de 1936 los nanterreses votan mayoritariamente al Frente Popular eligiendo igualmente a un diputado comunista, en lo que marca el control de dicho partido sobre Nanterre.

### La Segunda Guerra Mundial
Durante la Segunda Guerra Mundial, el Consejo Municipal de Nanterre es disuelto por el Gobierno el 4 de octubre de 1939, debido al dominio comunista en el mismo y a la actitud de los comunistas en estos primeros momentos de la guerra. Raymond Barbet es arrestado, para evadirse ya tras la batalla de Francia y la firma del armisticio del 22 de junio de 1940 con el Tercer Reich, por lo que tras su fuga se integró en la Resistencia francesa.
Mientras tanto, los obreros de Nanterre incendiaron los depósitos de carburante existentes en la ciudad para que no sirvieran al esfuerzo bélico alemán.
Acabada la guerra, Raymond Barbet fue reelegido como alcalde de Nanterre.

### Hasta la actualidad
Tras la guerra, se inició un nuevo período de crecimiento industrial y demográfico, aunque el parque de viviendas existentes no avanzó con la misma rapidez, por lo que hicieron aparición las bidonvilles (Asentamiento informal), especialmente entre los inmigrantes llegados del Magreb, situación que se agravó con las operaciones policiales relacionadas con la Guerra de Independencia de Argelia. De hecho, los asentamientos de fortuna no fueron completamente erradicados hasta mediados de los años 1970.

## Demografía

Nanterre en la «Petite Couronne».

| 1991 | 2222 | 2340 | 1903 | 2770 | 3549 | 3907 | 4279 | 5592 | 11 950 | 17 434 | 21 349 | 35 843 |
| Para los censos de 1962 a 1999 la población legal corresponde a la población sin duplicidades (Fuente: INSEE [Consultar]) |      |      |      |      |      |      |      |      |        |        |        |        |

| 46 065 | 41 860 | 53 037 | 83 416 | 90 332 | 95 032 | 88 578 | 84 565 | 84 281 | 86 700 | 88 875 |
| Para los censos de 1962 a 1999 la población legal corresponde a la población sin duplicidades (Fuente: INSEE [Consultar]) |        |        |        |        |        |        |        |        |        |        |